# Medalles del Cercle d'Escriptors Cinematogràfics de 1991
La cerimònia de lliurament de les medalles del Cercle d'Escriptors Cinematogràfics de 1991 va tenir lloc el 1992 a Madrid. El Cercle d'Escriptors Cinematogràfics (CEC) considera que és el quarantè setè lliurament d'aquestes medalles, ja que van ser atorgades per primera vegada quaranta-sis anys abans. No obstant això, la veritat és que durant els cinc anys anteriors —1985 a 1989—— l'esdeveniment no s'havia celebrat a causa de la greu crisi que sofria l'associació. Novament es van lliurar medalles en vuit categories, si bé el Premi revelació va ser substituït per la Medalla al millor muntatge.
La triomfadora va ser Las cartas de Alou, que es va fer amb tres medalles: millor pel·lícula, fotografia i guió original. La luna negra i ¡Ay, Carmela! van aconseguir dos premis cadascuna.

## Llista de medalles
| Categoria            | Premiat                   | Labor premiada                   |
| -------------------- | ------------------------- | -------------------------------- |
| Millor pel·lícula    | Las cartas de Alou        | pel·lícula                       |
| Millor director      | Imanol Uribe              | La luna negra                    |
| Millor actriu        | Carmen Maura              | ¡Ay, Carmela!                    |
| Millor actor         | Andrés Pajares            | ¡Ay, Carmela!                    |
| Millor fotografia    | Joan Amorós i Andreu      | Las cartas de Alou               |
| Millor música        | José Nieto                | La luna negra                    |
| Millor guió original | Montxo Armendáriz         | Las cartas de Alou               |
| Millor muntatge      | José Antonio Rojo Paredes | La sombra del ciprés es alargada |